# Małgorzata Grabowska-Stradecka
Małgorzata Grabowska-Stradecka, także Małgorzata Grabowska (ur. 16 czerwca 1925, zm. 15 grudnia 2021) – polska malarka związana z Wrocławiem, czołowa przedstawicielka malarskiego strukturalizmu. Jedna z pierwszych studentek i absolwentek PWSSP we Wrocławiu, członkini-założycielka Grupy "X" oraz członkini Grupy Wrocławskiej.

## Życiorys
Studiowała malarstwo w technikach ceramicznych na wrocławskiej PWSSP, gdzie była jedną z pierwszych studentek (album nr 8) i absolwentek (dyplom nr 22). W 1952 r. obroniła dyplom magisterski na Wydziale Ceramiki i Szkła.
Zmarła 15 grudnia 2021 r. i została pochowana na cmentarzu osobowickim we Wrocławiu (grób 52A/12/1).

## Twórczość
Artystka zajmowała się przede wszystkim malarstwem, ale także rysunkiem i tkaniną artystyczną.
Eugeniusz Geppert wymienił ją w gronie pierwszych studentek wrocławskiej PWSSP, obok Celiny Brandstätter, Izabeli Kulczyńskiej, Ewy Erdt, Krzesławy Maliszewskiej i Wandy Gołkowskiej. Powołująca się na jego słowa Sylwia Świsłocka-Karwot, badaczka powojennej sztuki Wrocławia, wymienia ją także wśród lokalnych artystek okresu realizmu socjalistycznego (1949-1955). Były to obok niej także m.in.: Barbara Gutekunst, Janina Rybicka, Jadwiga Szyszko, Marta Augustynowicz, Róża Kijankowska, C. Brandstätter, Jadwiga Skomorowska i Łucja Skomorowska, K. Maliszewska-Mazurkiewicz, Maria Janowska-Karpińska, Jadwiga Lebiedowicz-Kociankowska czy Jadwiga Desage.
Wraz z Józefem Hałasem, Krzesławą Maliszewską i Alfonsem Mazurkiewiczem Grabowska była od 1956 r. członkinią-założycielką Grupy "X", w ramach której artyści operowali malarską metaforą. W latach 1962-1975 była także członkinią jednej z najważniejszych lokalnych grup artystycznych – interdyscyplinarnej i międzypokoleniowej Grupy Wrocławskiej. Należała do czołowych przedstawicielek malarskiego strukturalizmu. Andrzej Kostołowski wymienia ją obok J. Hałasa, Mariana Poźniaka i A. Mazurkiewicza jako artystkę bardzo silnie czerpiącą swoje inspiracje z pejzażu.
Jej wystawy indywidualne odbyły się m.in. w BWA Wrocław (1966 i 1972) oraz w Filharmonii Wrocławskiej (1973). Brała udział w wystawach zbiorowych Grupy Wrocławskiej oraz w takich pokazach, jak m.in. wystawa monograficzna Państwowa Wyższa Szkoła Sztuk Plastycznych we Wrocławiu 1946-1990 w CBWA „Zachęta” w Warszawie (1990).